# Христо Силянов
Христо Иванов Силянов е български революционер, поет, историк и мемоарист, деец на Вътрешната македоно-одринска революционна организация, като документира дейността ѝ в най-известния си труд „Освободителните борби на Македония“ (2 тома, 1934 и 1943). Силянов е член на масонска ложа. След преврата на 9 юни 1923 се присъединява към Демократическия сговор и два мандата е избиран за депутат. Използва псевдоними като Рушкин, Ружкин, Х.С., Иже Глаголев, Пирински, Сирак, Спектатор, R и Rouge.

## Биография
Роден е в Цариград на 24 (или 28) май 1880 година в семейството на Иван Силянов от Охрид, а майка му е гъркиня. Баща му умира, докато е малък и Христо е отгледан от чичо си. Учи в Цариград и в Солунската българска мъжка гимназия, но след обособяването на класическия отдел в 1899 година се мести и завършва в Битолската българска гимназия, в която става член на ВМОРО под влиянието на учителя в гимназията Дамян Груев. Работи като учител в Прилеп, където от 1899 до 1900 г. е член на окръжния революционен комитет. След 1900 учителства в Лерин, а в 1902 година преминава в нелегалност и се включва в четата на Марко Лерински. Участва в каналите по пренос на оръжие от Гърция за Костурско. Заминава за София да се лекува и се обявява против решението на Солунския конгрес от 3 – 4 януари 1903 за поемане на курс към въстание. Работи за единство на различните македоно-одрински революционни фракции. Избран за секретар на конгреса на Петрова нива на 28 юни 1903 г.
През Илинденско-Преображенското въстание е заместник-войвода, заедно с Иван Варналиев, в терористичната чета на Михаил Герджиков и взима участие в боевете за освобождаване на Василико и Ахтопол. До края на септември четата на Михаил Герджиков охранява бягащите към България бежанци.
След погрома на въстанието Силянов заминава за София. В 1905 година той е един от инициаторите за образуване на журналистическо дружество в София. Събранието се е състои в пивница „Сан Стефано“, на площад „Трапезица“. След няколко събрания на 27 ноември 1905 година е приет уставът и е избрано първото настоятелство. На това събрание присъстват Сава Илчов, Иван Коларов, Иван Павлов Костов, Христо Абрашев, Христо Силянов, Петър Завоев, Димитър Константинов, Иван Недев, Александър Кипров, Стоян Власаков и Лазар Пулиев-Дядката, който е избран за председател.
В 1907 година завършва Софийския университет със специалност „История“. След това специализира в Швейцария. Занимава се с журналистика и редактира вестниците „Илинден“, „Вести“, „Ден“, „Вардар“ „България“ и други.
През 1908 става допълнителен член на Задграничното представителство на ВМОРО, като се опитва да запази единството на организацията.
По време на Балканската война е войвода на партизанска чета № 6 на Македоно-одринското опълчение, която заедно с чета № 4 на Васил Чекаларов и чета № 5 на Иван Попов съставлява Костурската съединена чета, действаща заедно с гръцките войски в Костурско. През Междусъюзническата война е в Сборната партизанска рота на МОО, награден е с орден „За заслуга“, VI степен.
След избухването на Първата световна война Силянов е на проруски позиции. Според него целите на българската и руската политика съвпадат. През август 1915 година публикува книгата си „Сръбско-българският спор и Русия“, в която изразява виждането си, че сръбските жизнени интереси се съсредоточават около Адриатика и по Морава, а българските – по Вардар и около Бяло море. В началото на октомври 1915 година Силянов е арестуван и на 17 март 1916 година е осъден на доживотен затвор за подпомагане на шпионска група, която разузнава в полза на Русия района на Цариград и Босфора. Присъдата е отменена в края на 1918 година и Силянов е освободен.
Георги Константинов Бистрицки пише за него в 1919 г.:
| „ | Христо Силянов от гр. Охрид, с висше образование, поет и писател, най-мъдрият съветник на Чакаларова при тежки народни бедствия, и той е останал жив, за да продължава да плете тъжни стихове за любимото му Костурско – за сърцето на западното българско царство на великия Самуил. | “ |

След войните се установява в София, където развива журналистическа и публицистична дейност. Заедно с Коста Списаревски и Коста Тодоров редактира списание „Сила“. В периода 1931 – 1932 г. е председател на Дружеството на столичните журналисти. Сътрудничи на голям брой печатни издания. След Деветоюнския преврат от 1923 г. влиза в Демократическия сговор и е избран два пъти за народен представител в XXI и XXII ОНС (до юни 1931 г.). Член-учредител е на Македонския научен институт, където е и подпредседател.
Умира на 26 септември 1939 г. в София. При погребението му реч държи Димитър Талев. Синът му Евгений Силянов (1907 – 1997) е изтъкнат български дипломат.

## Памет
На Христо Силянов е наречена улица в София (Карта). Негов личен архивен фонд се съхранява в Държавна агенция „Архиви“.

## Съчинения
- „Марко войвода Лерински“, Една статия на Христо Силянов за войводата Марко Лерински издадена във в. „Македоно-одрински преглед“, 1903 година
- „Към историята на Гръцката Терористическа Пропаганда в Македония“, публикувано във в. „Вести“, брой 33 – 43, Цариград, 1909 г.
- „Член 23 от Берлинския трактат и македонската автономия“, статия от Христо Силянов публикувана във в-к „Вардар“, год. I, бр. 44, София, 29 август 1912 г.
- „Един именит син на Костурско – Васил Чекаларов“ (1914)
- „Сръбско-българският спор и Русия“, София, 1915 година
- „Македонската емиграция и Българският национален въпрос“, София, 1919 година
- „От Витоша до Грамос. Походът на една чета през Освободителната война - 1912 г.“, издание на Костурското благотворително братство – София (1920)
- „Писма и изповеди на един четник, 1902 г.“, издание на Македонския научен институт (1927)
- Освободителните борби на Македония, том I, издание на Илиденската организация (1933)
- „Спомени от Странджа, Бележки по Преображенското въстание в Одринско - 1903 г.“, издателство Хемус (1934)
- Освободителните борби на Македония, том II, издание на Илинденската организация (1943)
- Писма и изповеди на един четник – Спомени от Странджа – От Витоша до Грамос, Български писател (1984)
- "Към историята на гръцката терористическа пропаганда в Македония (Характер и тенденции на гръцкото андартство)", публикувано в "Периодично списание на БКД", LXX, София, 1909 година
- "Загоричани; Кървава двадесетгодишнина", публикувано във в. "Независима Македония", брой 104, София, 1925 година
- "Трагедията в Крагуевац", публикувано във в. "България", брой 228, София, 1914 година
- "Солунската Alma Mater", публикувано във в-к "Вестник на вестниците", бр. 90 и 91, София, 24 май 1937 година
- "Нашата национална трагедия", публикувано във в-к "Вестник на вестниците", бр. 46, София, 7 април 1930 година
- "Данаил Крапчев. Тридесет години непрекъсната журналистическа дейност", публикувано във в-к "Вестник на вестниците", бр. 82, София, 1 юни 1936 година
- "Църквата и нейните задачи", публикувано във в-к "Вестник на вестниците", бр. 90-91, София, 24 май 1937 година
- "В навечерието на Илинден преди 48 години", публикувано във в-к "Вестник на вестниците", бр. 136 и 137, София, 13 юли 1941 година
- "Член 23 от Берлинския трактат и македонската автономия", публикувано във в-к "Вардар", год. I, бр. 44, София, 29 август 1912 година